# Prasinocyma hadrata
Prasinocyma hadrata är en fjärilsart som beskrevs av Felder 1875. Prasinocyma hadrata ingår i släktet Prasinocyma och familjen mätare. Inga underarter finns listade i Catalogue of Life.